# Bitwa o Agordat (1941)
Bitwa o Agordat – starcie zbrojne stoczone pod Agordatem w Erytrei pomiędzy 26 a 31 stycznia 1941 roku przez wojska włoskie i kolonialne przeciwko siłom brytyjskim, indyjskim i sudańskim podczas kampanii wschodnioafrykańskiej podczas II wojny światowej.
Po tym, jak garnizon wojsk włoskich i kolonialnych w Kassali w Sudanie niespodziewanie otrzymał rozkaz wycofania się w połowie stycznia, brytyjska ofensywa na Erytreę zaplanowana na luty 1941 roku rozpoczęła się już w połowie stycznia. Agordat był jednak doskonałą pozycją obronną, a natarcie Brytyjczyków zostało spowolnione przez działania opóźniające i zaminowane drogi. Główny atak, który  rozpoczął się 28 stycznia na lewej (północnej) flance, został odparty. Zażarte walki toczyły się na wzgórzach i równinach do 31 stycznia, kiedy to Brytyjczycy zaatakowali z czterema czołgami Matilda i transporterami Universal Carrier, które z łatwością zniszczyły włoskie czołgi Fiat M11/39 i zmusiły włoską piechotę do odwrotu.
Aby uniknąć odcięcia, Włosi rozpoczęli chaotyczny odwrót do Keren, pozostawiając 1000 jeńców, kilka dział i 14 obezwładnionych czołgów; podczas brytyjskiego pościgu wzięto do niewoli jeszcze drugi 1000 żołnierzy. Bitwa o Agordat była świadkiem jednych z najbardziej zdeterminowanych i skutecznych działań obronnych tej wojny, w wykonaniu sił włoskich i kolonialnych. Jednocześnie bitwa ta była pierwszym, wielkim zwycięstwem w brytyjskiej ofensywie przeciwko Włoskiej Afryce Wschodniej, a bezpośrednio po niej nastąpiła bitwa pod Keren (5 lutego – 1 kwietnia), która doprowadziła do upadku włoskiej Erytrei. 
Brytyjczycy mieli już przed ofensywą przewagę nad wrogiem w tym, że złamali włoskie szyfry i otrzymywali obfite ilości informacji na temat sił nieprzyjaciela oraz planów Regia Aeronautica (włoskich Królewskich Sił Powietrznych) i Regio Esercito (włoskiej Armii Królewskiej).

## Tło sytuacyjne

### Zdobycie Kassali przez Włochów
Księżę Aosty, wicekról i gubernator generalny Africa Orientale Italiana (AOI, Włoska Afryka Wschodnia), dowódca Comando Forze Armate dell'Africa Orientale Italiana (Dowództwo Włoskich Sił Zbrojnych Afryki Wschodniej) i Generale d'Armata Aerea (Generał Sił Powietrznych) rozkazał podległym sobie oddziałom atak na Kassalę w Sudanie, który miał rozpocząć się 4 lipca 1940 roku, po tym, jak 10 czerwca Włochy wypowiedziały wojnę Wielkiej Brytanii i Francji. Trzy kolumny sił włoskich i kolonialnych, składające się z około 6500 żołnierzy, rozpoczęły atak, wspierane przez samoloty Regia Aeronautica i kilka szwadronów kawalerii działających jako awangarda.
Kassala była broniona przez mniej niż 500 żołnierzy Sudańskich Sił Obronnych (SDF, Sudan Defence Force), pod dowództwem gen. mjr. Williama Platta i lokalną policję, którzy utrzymali pozycje podczas dwunastogodzinnego bombardowania przez Regia Aeronautica, a następnie obezwładnili sześć włoskich czołgów i zadali agresorom znaczne straty. O 13:00 włoska kawaleria wkroczyła do Kassali, a obrońcy wycofali się na most Butana, tracąc jednego zabitego, trzech rannych i 26 zaginionych, z których niektórzy wrócili później do swoich jednostek. Straty włoskie to 43 zabitych i 114 rannych. W Kassali 12 Brygada Kolonialna rozmieściła obronę przeciwpancerną, stanowiska karabinów maszynowych i punkty umocnione.

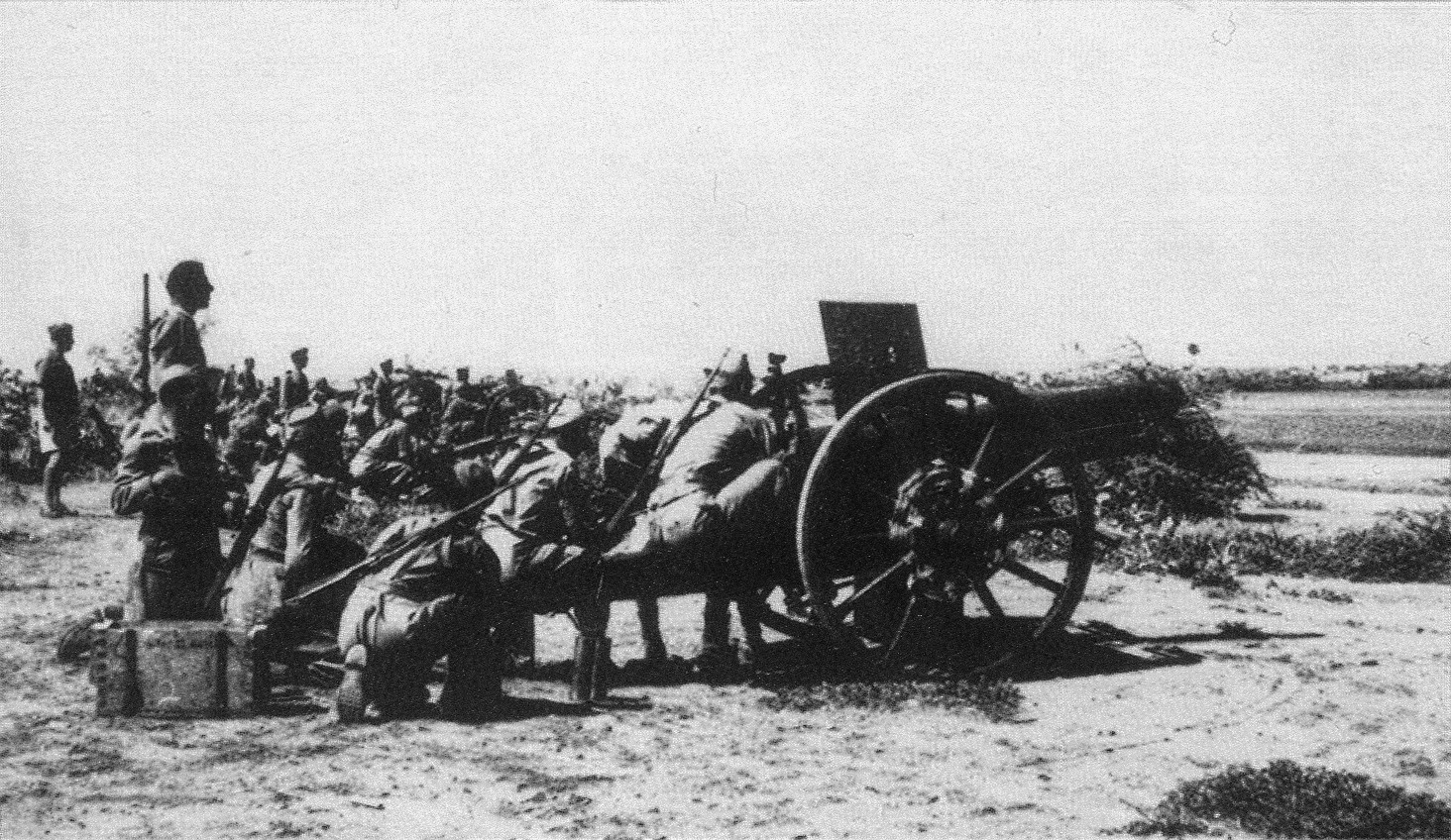
Włoska artyleria ostrzeliwuje Kassalę

Podczas włoskiego ataku na Kassalę, gen. Pietro Gazzera, gubernator Galla-Sidamo, zdobył sudański, graniczny fort Gallabat z batalionem włoskich żołnierzy kolonialnych i bande (sił nieregularnych). Gallabat został umieszczony pod dowództwem płk. Castagnoli i ufortyfikowany. Karora została zajęta bez oporu, a 7 lipca inny batalion kolonialny oraz bande wspierane przez artylerię i samoloty zaatakowały Kurmuk i po krótkim starciu pokonały sześćdziesięciu sudańskich policjantów.
Ataki włoskie zyskały cenny punkt wejścia na terytorium Sudanu w Kassali, a zdobycie Gallabat utrudniło Brytyjczykom wsparcie bojowników etiopskiego ruchu oporu, Arbegnoch, w prowincji Godżam. Utrata Kurmuku skłoniła niektórych miejscowych do uciekania się do bandytyzmu; miejscowa ludność sudańska była pod wrażeniem włoskich sukcesów, ale ludność Kassali nadal wspierała Brytyjczyków i dostarczała cennych informacji podczas okupacji. Sudańskie Siły Obronne nadal działały w pobliżu Kassali i 5 lipca do Gedaref przybyła kompania 2. batalionu Pułku Royal Warwickshire; Brytyjczycy odkryli, że do Włochów dotarły przesadne pogłoski o przybyciu ogromnych sił brytyjskich. Platt postanowił kontynuować oszukiwanie Włochów, aby ci uwierzyli, że na granicy z Sudanem są znacznie większe siły, a włoska mapa zdobyta 25 lipca pokazała, że  w prowincji Kassala rzekomo przebywa około 20 tys. żołnierzy brytyjskich i sudańskich.

### Plany włoskie

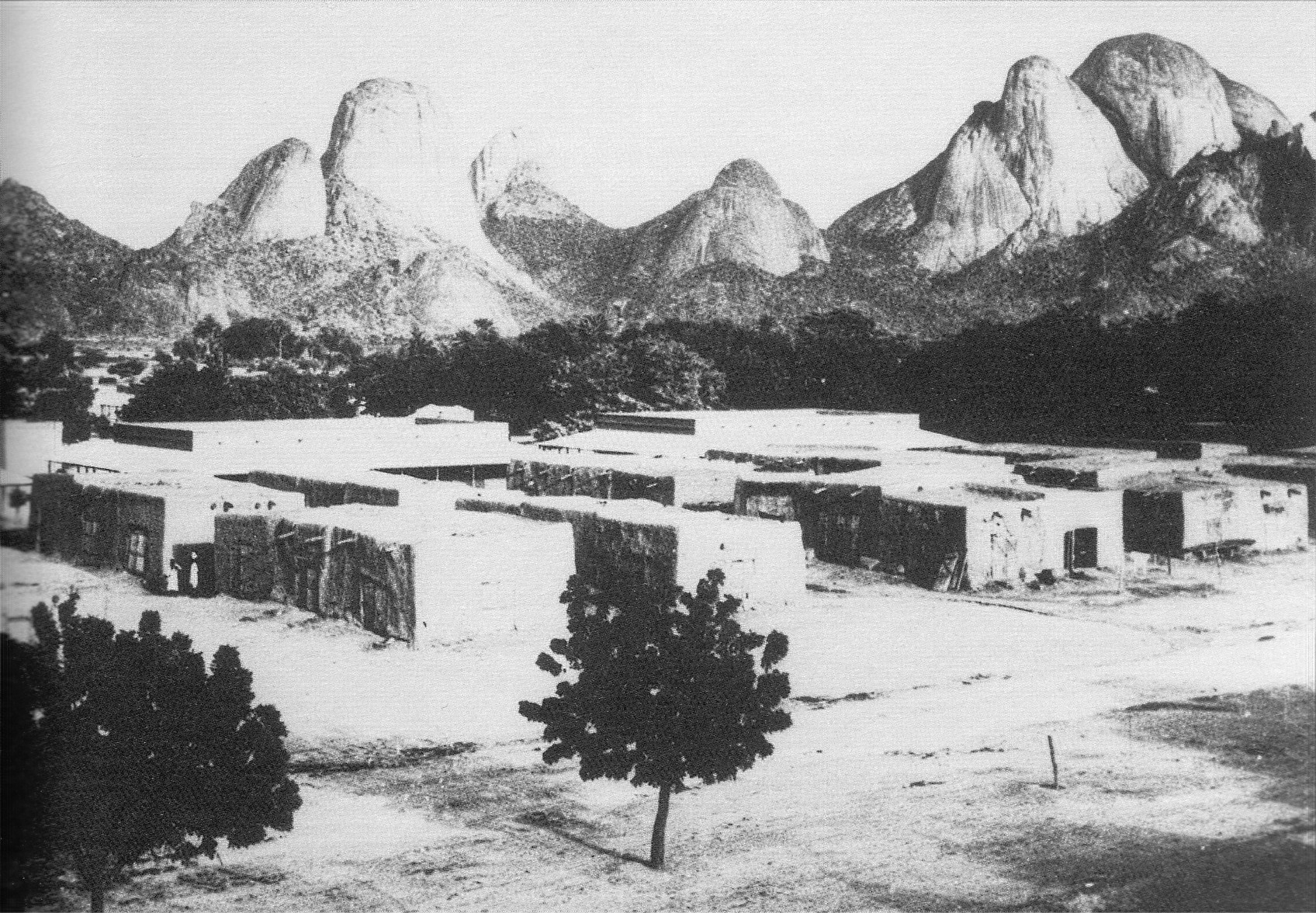
Kassala w 1940 roku

Po podboju Somali Brytyjskiego Włosi w Afryce Wschodniej przyjęli bardziej defensywną postawę. Pod koniec 1940 roku siły włoskie poniosły szereg porażek na Morzu Śródziemnym, w Egipcie, w bitwie o Anglię i w wojnie grecko-włoskiej. Gen. Ugo Cavallero, nowy włoski szef sztabu generalnego w Rzymie, przyjął nową strategię. W grudniu 1940 roku nakazał siłom włoskim w Afryce Wschodniej skoncentrowanie się na obronie włoskich kolonii poprzez wycofanie się na lepsze pozycje obronne. 31 grudnia gen. Luigi Frusci wydał rozkaz odwrotu z obszaru na północ od Kassali wzdłuż torów kolejowych biegnących na wschód od Sabdaret z posterunkami w Serobatib i Adaret, z mobilnymi oddziałami w Sabdaret jako rezerwą.
Wcześniej w tym miesiącu Frusci otrzymał z Rzymu rozkaz anulowania planów inwazji na Sudan, wycofania się z Kassali i Metemmy na nizinach wzdłuż granicy Sudanu z Erytreą oraz utrzymania łatwiejszych do obrony przełęczy górskich na drogach Kassala–Agordat i Metemma–Gondar. Frusci był niechętny wycofaniu się z nizin, ponieważ byłaby to porażka propagandowa po tym, jak już ogłosił, że Brytyjczycy mają zamiar zaatakować, ale zostaną pokonani. Kassala była również ważnym węzłem kolejowym; okupowanie go uniemożliwiało Brytyjczykom korzystanie z kolei do przewożenia dostaw z Port Sudan na wybrzeżu Morza Czerwonego do bazy polowej w Gedaref.

### Plany brytyjskie
W listopadzie 1940 roku brytyjska grupa bojowa Gazelle Force operowała z delty rzeki Gash przeciwko włoskim wysuniętym posterunkom wokół Kassali na Wyżynie Abisyńskiej, gdzie wzgórza wznoszą się na wysokość 610–910 m n.p.m. pomiędzy szerokimi dolinami, a opady deszczu powodują wzrost zachorowań na malarię od lipca do października. Po brytyjskim odwrocie z Gallabat w listopadzie, gen. Archibald Wavell przeprowadził przegląd sytuacji w Kairze od 1 do 2 grudnia. W obliczu zbliżającej się operacji Compass w Egipcie siły brytyjskie w Afryce Wschodniej miały udzielić pomocy partyzantom w Etiopii i wywierać dalszy nacisk na Włochów pod Gallabat. Kassala miała zostać odbita na początku stycznia 1941 roku, aby uniemożliwić Włochom natarcie w głąb Sudanu, a indyjska 4 Dywizja Piechoty (gen. mjr Noel Beresford-Peirse) miała zostać przeniesiona z Egiptu do Sudanu końcem grudnia. Wraz z sukcesem operacji Compass, Afryka Wschodnia zajęła w brytyjskich planach wojennych  drugie miejsce po Egipcie, zgodnie ze strategią, wedle której zwycięstwo nad siłami włoskimi w Etiopii miało zostać osiągnięte do kwietnia 1941 roku.
Przerzut 4 Dywizji Indyjskiej trwał do początku stycznia 1941 roku. Platt zamierzał rozpocząć ofensywę na froncie północnym 8 lutego atakiem okrężnym na Kassalę w wykonaniu indyjskich: 4 i 5 Dywizji Piechoty (gen. mjr Lewis Heath), przy czym siła każdej z nich była wtedy mniejsza niż brygady. Wieści o włoskiej katastrofie w Egipcie, nękaniu przez Gazelle Force i działaniach Misji 101 w Etiopii doprowadziły Włochów do wycofania północnej flanki swojej obrony do Keru i Wachai, a następnie, 18 stycznia, do pospiesznego wycofania się z Kassali, Tessenei i trójkąta Keru–Biscia–Aicota. Wavell nakazał Plattowi rozpoczęcie marcowej ofensywy już 9 lutego, a później przesunął termin jeszcze wcześniej, na 19 stycznia, kiedy wydawało się, że włoskie morale kompletnie upadło. Odszyfrowanie włoskich meldunków znacznie pomogło brytyjskim przygotowaniom i podjęciu decyzji o rozpoczęciu ataku przed wyznaczonym  terminem. Wycofanie się Włochów skłoniło Wavella do wydania rozkazania pościgu, a żołnierze przybywający do Port Sudan (Briggs Force) zaatakowali Karorę i posuwali się równolegle do wybrzeża, aby spotkać się z siłami nadciągającymi z zachodu.

### Ultra
Włosi w Afryce Wschodniej wymienili swoje szyfry w listopadzie 1940 roku, ale już pod koniec miesiąca Government Code and Cypher School w Bletchley Park oraz Cipher Bureau Middle East w Kairze złamały kody zastępcze Regio Esercito i Regia Aeronautica. Wystarczająco dużo szyfrów niskiej jakości również zostało złamanych, aby ujawnić całe włoskie ordre de Bataille i sytuację zaopatrzeniową do czasu, gdy 19 stycznia 1941 roku rozpoczęła się brytyjska ofensywa. Włoska zależność od komunikacji bezprzewodowej, wykorzystującej częstotliwości, na których Brytyjczycy mogli łatwo ich podsłuchiwać, doprowadziła do zalewu informacji wywiadowczych, od codziennego raportu wicekróla do planów operacyjnych Regia Aeronautica i Regia Esercito. Czasami dowódcy brytyjscy otrzymywali te wiadomości przed ich prawowitymi odbiorcami, a zastępca dyrektora wywiadu wojskowego w Kairze ocenił później, że: 

...nie sądzę, by jakiemukolwiek dowódcy armii na polu bitwy [kiedykolwiek] lepiej służył jego wywiad

## Preludium

### Odwrót Włochów
Sytuacja pod koniec 1940 roku sprawiła, że sudańskie miasta Kassala i Gallabat były nie do utrzymania, co doprowadziło do decyzji włoskiego dowództwa o ich opuszczeniu i wycofaniu wojsk do Etiopii oraz Erytrei. Włoska 12 Brygada Kolonialna (gen. Orlando Lorenzini) pod Kassala wycofała się w nocy z 17 na 18 stycznia 1941 roku, co zasugerowało Brytyjczykom, że sytuacja w Egipcie wpływa na strategię Włochów w Afryce Wschodniej i że odważniejsze działania brytyjskie są uzasadnione. Brytyjska ofensywa z Sudanu, która miała się rozpocząć 9 lutego, została przesunięta na 19 stycznia, a Platt otrzymał rozkaz rozpoczęcia energicznego pościgu. Podczas gdy garnizon Gallabat otrzymał rozkaz dotarcia do Gondaru, 12 Brygada Kolonialna metodycznie wycofała się w kierunku trójkąta Keru–Biscia–Aicota u podnóża Wyżyny Abisyńskiej, jednocześnie przeciwstawiając się pościgowi ze strony Gazelle Force (płk Frank Messervy), zmotoryzowanych jednostek Sudańskich Sił Obronnych oraz indyjskiej 4 i 5 Dywizji Piechoty.
Gdy Gazelle Force zagroziło oskrzydleniem i okrążeniem wycofujących się sił włoskich, amharska kawaleria w służbie włoskiej  pod dowództwem por. Amedeo Guilleta otrzymała rozkaz spowolnienia natarcia aliantów na co najmniej 24 godziny na równinie pomiędzy Aicotą a Barentu w Erytrei. Kawaleria niezauważenie ominęła siły anglo-indyjskie i o świcie 21 stycznia rozpoczęła niespodziewaną szarżę od tyłu. Szarża spowodowała wiele zamieszania między liniami alianckimi, ale gdy kawaleria przygotowywała się do ponownej szarży, aliancka piechota zreorganizowała się i otworzyła ogień do Amharów, podczas gdy jednostki pancerne próbowały je otoczyć. Zastępca Guilleta, por. Renato Togni, zaatakował kolumnę czołgów Matilda ze swoim plutonem złożonym z 30 żołnierzy kolonialnych; wszyscy zginęli, ale pozwoliło to reszcie kawalerii na wycofanie się. Szarża kosztowała kawalerię około 800 zabitych i rannych, ale spowolniła natarcie Brytyjczyków na tyle długo, aby główne siły włoskie dotarły do Agordat.

### Agordat

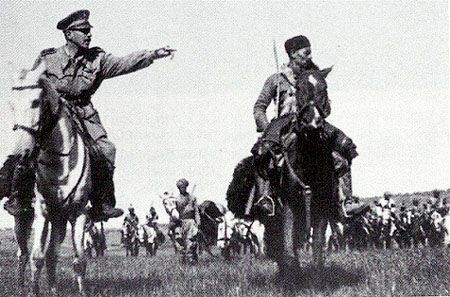
Por. Amedeo Guillet z amharską kawalerią

Teren pod Agordat był naturalną pozycją obronną. Umocnienia w większości blokowały natarcie z południowego zachodu na Biscię i Barentu, a północna flanka była zagrodzona korytem rzeki Baraka. Dwie drogi z Kassali prowadziły do Agordat, tak jak trasa na północ przez Keru i Biscię, gdzie stan nawierzchni uległ poprawie, oraz Via Imperiale, asfaltowa droga biegnąca przez Tessenei, Aicotę i Barentu. Wszystkie drogi łączyły się w Agordat i prowadziły przez Keren, jedyną drogę do Asmary, stolicy Erytrei. Agordat było małym miasteczkiem na północnym brzegu rzeki Baraka, leżącym w suchym paśmie, z wyjątkiem pory deszczowej, z gajami palmowymi wzdłuż brzegów. Na południowy zachód od Agordat leżał grzbiet Laquetat, broniony przez fort przy każdym z jego końców, zasieki z drutu kolczastego i betonowy mur. Na południowym wschodzie Włosi zbudowali fortyfikacje na czterech skalistych wychodniach, a dalej znajdowała się góra Cochen, ze szczytem sięgającym ok. 610 m nad równiną.
Na północy i wschodzie pogórza znajdowały się bliżej siebie, a droga do Barentu biegła na południe między grzbietem Laquetat i górą Cochen. 4 Dywizja Indyjska została wysłana 64 km wzdłuż drogi do Sabderat i Wachai, a stamtąd tak daleko w kierunku Keru, na ile pozwalało jej zaopatrzenie, wraz z czołgami piechoty Matilda ze szwadronu B 4 Królewskiego Pułku Czołgów, które przybyły właśnie z Egiptu. 5 Dywizja Indyjska miała zająć Aicotę, gotowa do przemieszczenia się na wschód do Barentu lub na północny wschód do Biscii. Oprócz ataków z powietrza, pościgowi przeciwstawiono się dopiero w wąwozie Keru, który był utrzymywany przez tylną straż 41 Brygady Kolonialnej. Brygada wycofała się w nocy z 22 na 23 stycznia, pozostawiając jako jeńców gen. Ugo Fongoli, jego sztab i 800 żołnierzy. Do 25 stycznia siły alianckie przerwały łączność pomiędzy Agordat a Barentu. Następnego dnia artyleria indyjskiej 4 Dywizji (5 i 11 Brygada Piechoty) ostrzelała włoską obronę, a myśliwce South African Air Force (SAAF) Hawker Hurricane zniszczyły większość z pięćdziesięciu włoskich samolotów w Asmarze i Gurze, osiągając przewagę powietrzną do końca kampanii. Do 27 stycznia większość z dwóch indyjskich dywizji znajdowała się blisko Agordat, a brygada skierowała się na południe, aby przejść przez na przełaj w kierunku Barentu.

## Bitwa

### 28–30 stycznia
28 stycznia 4 Dywizja Indyjska oskrzydlała Włochów na północ od Agordatu w kierunku gór Itaberrè i Caianac, a w ciągu dnia dotarły do niej cztery czołgi Matilda I z 7 Królewskiego Pułku Czołgów. 4. batalion Pułku Sikhów i 3/1. batalion 1 Pułku Pendżabskiego zbliżyły się do Laquetat bez oporu ze strony wroga. 3/14 Pułk Pendżabski ostrożnie posunął się nad równiną i tuż po zmroku dotarł na szczyt góry Cochen. 2. batalion Pułku Queen's Own Cameron Highlanders i 1. batalion (Wellesley's) 6 Radźputańskiego Pułku Strzelców podążyły za równiną i w ciemności okopały się na włoskiej flance. 4. batalionów Sikhów i 3/2. Pułk Pendżabski zaatakowały grzbiet Laquetat w nocy z 28 na 29 stycznia, ale zostały odparte i przesunięte z powrotem na równinę, a ich miejsce zajęła Gazelle Force. W nocy Włosi wysłali dwa bataliony, aby wzmocnić pozycje na górze Cochen, gdzie walki trwały przez cały dzień 29 stycznia. 1. batalion (Wellesley's) ruszył na grzbiet, ale 30 stycznia przybyły tam trzy kolejne bataliony włoskie i kontratakowały, odrzucając indyjską piechotę. Z powodu niewystarczającej liczby mułów, z każdego z indyjskich batalionów odłączona po kompanii by dostarczać amunicję, wodę oraz żywność, co indyjscy żołnierze czynili przy wsparciu oddziałów z pułku Bengal Sappers and Miners. Podczas swojej misji zaopatrzeniowej tragarze musieli jednak porzucić ładunki i założyć bagnety na karabiny, aby wypełnić luki w linii. Włochom udało się rozmieścić kilka jucznych dział za górą Cochen, co zmusiło atakujących do wycofania się i reorganizacji dwóch batalionów indyjskich, które rozproszyły się wśród grzbietów i wąwozów. Trzy bataliony indyjskie ponownie zaatakowały i zmusiły Włochów do cofnięcia się ku drodze do Barentu. Na równinie Camerons ostatecznie zdobyli ostrogę znaną jako Gibraltar i odparli kilka włoskich kontrataków w godzinach popołudniowych.

### 31 stycznia

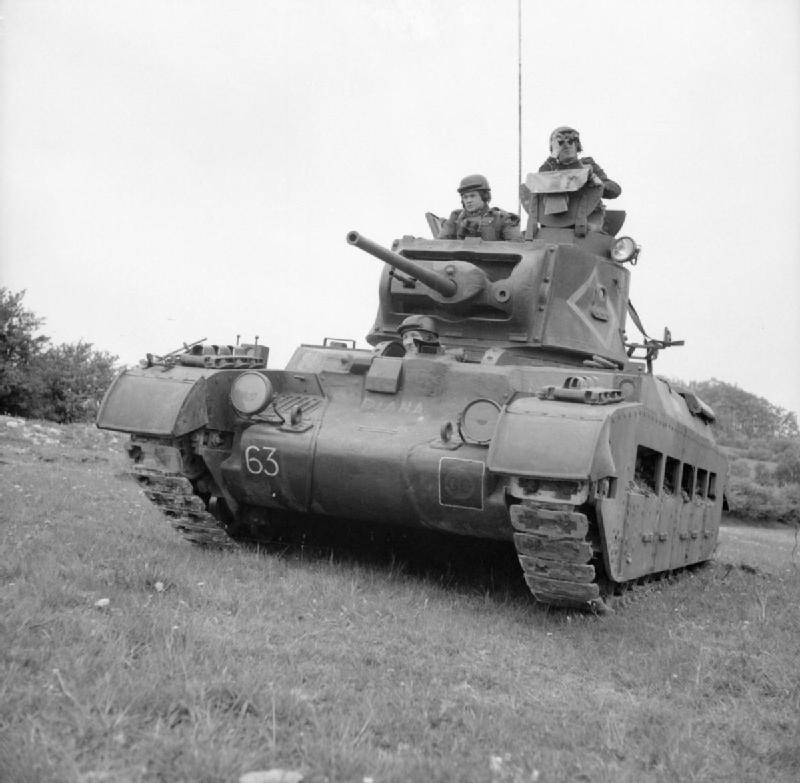
Czołg Matilda sfotografowany w Anglii 29 czerwca 1941

Atak na grzbiet Laquatat i przełęcz pomiędzy grzbietem Laquatat, a górą Cochen (gdzie obrońcami dowodził pułkownik Luziani) został wznowiony przez 1. batalion Królewskich Fizylierów nacierających za czterema Matildami, aby przebić się przez ostatnią przeszkodę przed równiną Agordat. Ostateczny szturm odbył się w godzinach 11:00–14:00 z piechotą anglo-indyjską prowadzoną przez czołgi Matilda, które w ciągu kilku minut zniszczyły włoską obronę, pokonały nieprzyjacielską artylerię i zniszczyły jedenaście czołgów M11/39 oraz tankietek Fiat L3, z których część była obsługiwana przez niemieckich ochotników z Niemieckiej Kompanii Zmotoryzowanej, marynarzy ze statków unieruchomionych w porcie Massawa. 
Kilka kontrataków Askarysów i amharskiej kawalerii na otwartej przestrzeni nie powiodło się i 3/1 Pułk Pendżabski przeszedł przez pozycje Fizylierów, aby zaatakować cztery ufortyfikowane wzgórza, znane jako Tinker, Tailor, Soldier i Sailor. Tinker i Tailor zostały zdobyte, gdy zapadła noc, a Pendżabczycy okopali się, aby stawić czoła spodziewanym włoskim kontratakom, do których jednak nie doszło. Obawiając się, że zostaną odcięci, jeśli droga do Keren zostanie przecięta za nimi, obrońcy wycofali się w pewnym zamieszaniu w kierunku Keren, podczas gdy piechota indyjska i brytyjska ruszyła w stronę Agordat. Brytyjczycy wzięli 1000 jeńców wraz z 14 uszkodzonymi czołgami, 43 działami i całym ciężkim sprzętem. W trakcie pościgu wzięto kolejnych 1000 jeńców, a 1 lutego zajęto Agordat.

### Barentu

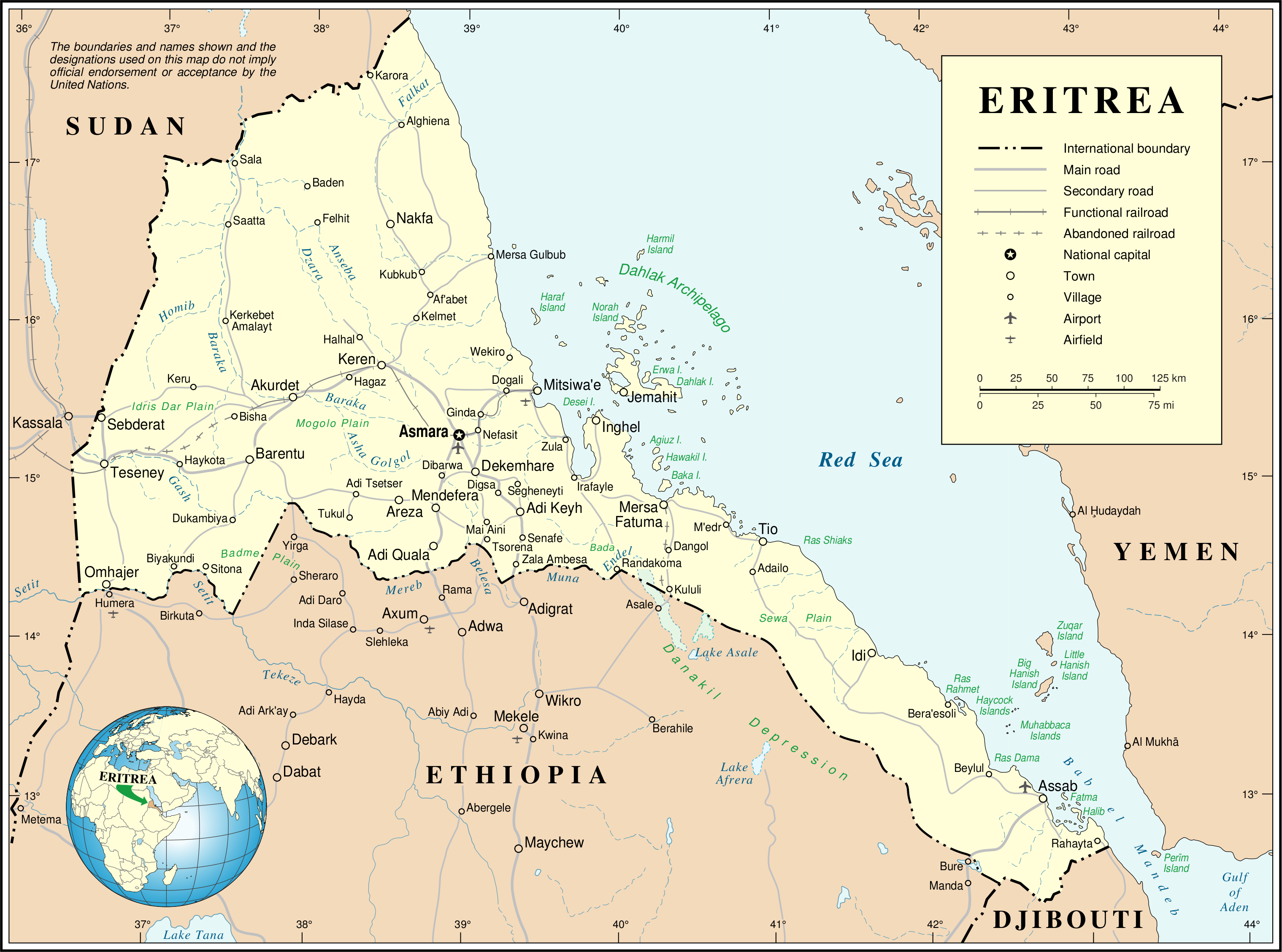
Mapa Erytrei

Barentu było ufortyfikowanym miastem z lotniskiem, położonym na równinie otoczonej stromymi wzgórzami, około 45 km od kopalni złota w Guala. Miasto było obsadzone przez 2 Dywizję Kolonialną (gen. Angelo Bergonzi) z dziewięcioma batalionami piechoty (8000 ludzi), 36 czołgami i samochodami pancernymi oraz 32 działami górskimi w trzech liniach obrony. 21 stycznia indyjska 29 Brygada Piechoty wyszła z Aicoty i napotkała opór włoskiej brygady kolonialnej na drodze do Barentu, dopóki obrońcy nie zostali oskrzydleni przez 6. batalion 13 Pułku Frontier Force Rifles. Wieczorem 25 stycznia napotkano kolejną tylną straż; atak przed świtem został odparty po tym, jak 3. batalion 2 Pułku Pendżabskiego zdobył swój cel, ale 1. batalion Pułku Worcestershire zgubił się w ciemności, pozostawiając odsłoniętą flankę 6. batalionu, a obrońcy przystąpili do kontrataku. Kolejny atak 26 stycznia przyniósł pewne postępy i Włosi wycofali się w nocy. 28 stycznia Hindusi zaatakowali kolejną pozycję blokującą i zepchnęli Włochów 9,7 km od Barentu, z pozycji, na których obrońcy dzielnie stawiali im opór przez trzy dni.
Indyjska 10 Brygada Piechoty, posuwająca się na południe od Agordat, odkryła, że skały i ogromne głazy na zboczach nad drogą zostały zrzucone na dół, aby zablokować drogę. Gdy indyjscy inżynierowie usuwali przeszkody, włoska straż tylna stawiała zacięty opór. 31 stycznia 1. batalion Worcestershire, mimo duszącego upału i pragnienia, konieczności przedzierania się przez cierniste krzaki, które rozdzierały ich mundury i kaleczyły skórę, zdobył grań na zachodzie, górującą nad suchymi ziemiami wokół. Włosi zostali zmuszeni do opuszczenia dwóch linii obrony, ale przygotowali się na to i wzięli namiary swoje pozycje, aby skierować na nie ostrzał z moździerzy i karabinów maszynowych, zmuszając do cofnięcia się 1. batalion Pułku Worcestershire i pobliskie oddziały indyjskie. Kompania karabinów maszynowych Sudańskich Sił Obronnych znalazła przejście i była w stanie oskrzydlić obrońców oraz zaatakować ich ze wschodu. Gdy rozeszła się wieść o upadku Agordatu, garnizon wycofał się wzdłuż trasy w kierunku Adi Ugri i wzdłuż drogi Asmara–Adua w nocy z 1 na 2 lutego, pozostawiając żołnierzy w sile około dwóch batalionów wraz z bronią oraz kilka czołgów średnich i lekkich, którzy dostali się do niewoli. Pierwsze oddziały brytyjskie i indyjskie w Barentu znalazły wciąż gorące jedzenie we włoskich kuchniach polowych. Pozostałości 2 Dywizji Kolonialnej ścigała 2. Zmechanizowana Grupę Karabinów Maszynowych, i do 8 lutego Włosi porzucili swoje pojazdy i rozproszyli się w górach.

## Następstwa

### Analiza

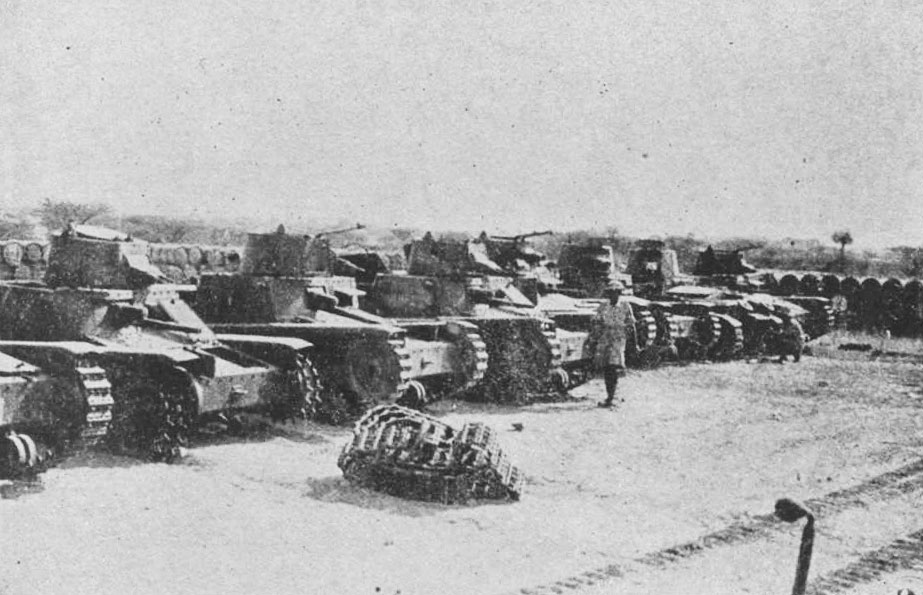
Włoskie czołgi M11/39 zdobyte po bitwie o Agordat

W ciągu dwóch tygodni Brytyjczycy przeszli 210 km, wzięli 6000 jeńców i 80 dział, 26 czołgów i 400 ciężarówek. W Agordat znaleziono wiadomość od księcia Aosty, w której rozkazał on bronić Agordat i Barentu do ostatniego człowieka, ponieważ miejscowy teren niweczył brytyjską przewagę w czołgach i pojazdach pancernych. Choć obrońcy wycofali się, Brytyjczycy zdali sobie sprawę, że reszta włoskich sił w Erytrei była nadal dobrze wyposażona, kiedy zdobyli 300 karabinów, tysiące nabojów i granatów ręcznych. Włoscy i kolonialni obrońcy Agordat walczyli z determinacją w obronie, ale Lorenzini przez całą bitwę trzymał 42 Brygadę na południe od rzeki Baraki i nie wykorzystał możliwości wysłania jej do kontrataku wokół północnej flanki atakujących.
Siły brytyjskie zostały zmuszone do przerwania pościgu na Barace, na której wysadzono jedyny most, a w korycie położono miny lądowe. Włoski odwrót był dość dobrze zorganizowany i chociaż Brytyjczycy ruszyli za nimi tak szybko, jak to możliwe, nie byli wystarczająco szybcy, a wsparcie lotnicze ze strony RAF-u było ograniczone odległością ich lotnisk od linii frontu. Lotniska Regia Aeronautica w Sabderat i Tessenei zostały szybko przejęte, a na włoskie kolumny marszowe, tory kolejowe i pozostałe włoskie lotniska w Erytrei dokonano ataków z powietrzna. Od połowy stycznia do połowy lutego Regia Aeronautica straciła 61 samolotów, z czego 50 w walce lub na ziemi. Po opóźniającej akcji pod Agordat 4 Dywizja Kolonialna miała czas na odwrót ścieżką na północ, zastawiając miny i dokonując zniszczeń po drodze. 3 lutego Wavell nakazał Plattowi zdobycie Keren i Asmary.

### Straty
Podczas bitwy i odwortu z Agordat do niewoli wzięto od 1500 do 2000 żołnierzy włoskich i kolonialnych. W akcjach pod Agordat, Barentu i podczas odwrotu do Keren siły włoskie i kolonialne poniosły straty w postaci 179 oficerów, 130 podoficerów, 1230 włoskich i 14 686 kolonialnych szeregowców; łącznie 15 916 żołnierzy. Włosi stracili 96 dział, 231 karabinów maszynowych, 329 karabinów automatycznych, 4331 zwierząt pociągowych, 387 pojazdów oraz 36 czołgów M11/39 i tankietek L3.